# Wingmore
Wingmore est un village situé entre Canterbury et Folkestone, dans le district de Folkestone and Hythe dans le Kent, en Angleterre. Il est situé dans la vallée de Elham à mi-chemin entre les villages de Elham et Barham sur la B2065. Il se compose de quelques chalets et de fermes.